# تام بوت
تام بوت (به انگلیسی: Tom Booth) بازیکن فوتبال زادهٔ ۲۵ آوریل ۱۸۷۴ اهل کشور انگلستان که سابقهٔ بازی در تیم ملی فوتبال انگلستان را در کارنامهٔ خود دارد. وی در تاریخ ۲۸ مارس ۱۸۹۸ نخستین بازی ملی خود را در مقابل تیم ملی فوتبال ولز انجام داد و با حضور در ۲ بازی ملی، در تاریخ ۴ آوریل ۱۹۰۳ واپسین بازی ملی‌اش را در برابر تیم ملی فوتبال اسکاتلند برگزار کرد.